# Šmu'el Josef Agnon
Šmu'el Josef Agnon (hebrejsky: שמואל יוסף עגנון, rodným jménem Šmu'el Josef Czaczkes; 8. srpna 1888, Bučač, Halič – 17. února 1970, Jeruzalém) byl izraelský spisovatel původem z Haliče. Ve svém díle čerpal ze starých hebrejských tradic a v roce 1966 mu byla udělena Nobelova cena za literaturu. V hebrejštině je znám pod svým akronymem Šaj Agnon.

## Život a dílo
Pocházel z ortodoxní haličské rodiny a ve svém dětství byl formován složitými kulturními a jazykovými poměry (doma se hovořilo jidiš, ve škole hebrejsky a od matky se dovídal o německé kultuře. V devatenácti letech (roku 1908) odešel do Palestiny a usídlil se v Jaffě. Zde publikoval svou první hebrejskou povídku „Agunot“ pod pseudonymem Agnon, které roku 1924 přijal jako své příjmení.
Roku 1913 se odstěhoval do Německa, kde se seznámil se svou budoucí ženou Esther Marx (svatba 1920). Usadil se v Berlíně a po svatbě v Bad Homburg vor der Höhe. Tehdy se stal obchodník Salman Schocken jeho mecenášem a vydavatelem ve svém nakladatelství Schocken Books. Agnon také pravidelně publikoval v novinách Haaretz, patřících také Schockenově rodině. V Německu spolupracoval s Martinem Buberem na antologii chasidských povídek.
Roku 1924 mu během požáru shořely mnohé rukopisy a sbírka vzácných knih. Tato traumatická událost se několikrát objevuje i v jeho díle. Téhož roku se stěhuje do Jeruzaléma a kupuje dům poblíž čtvrti Talpijot, kde roku při arabských nepokojích roku 1929 znovu přichází o svou knihovnu.
Po vydání románu Uvedení nevěsty (Hachnasat kala) z roku 1931 se stal přední postavou moderní hebrejské literatury. Jeho literární dílo v sobě spojuje základní aspekty židovství, víru, rodinu a obec. Je hluboce zakořeněno v náboženských a duchovních tradicích chasidismu. Sloh jeho díla je inspirovaný středověkou hebrejskou literaturou a prolíná se v něm reálný svět se světem snovým.
Roku 1966 mu byla spolu s Nelly Sachsovou udělená Nobelova cena za literaturu „za jeho vypravěčské umění s hlubokým vystižením charakterů s motivy ze života židovského lidu“ (citace z odůvodnění Švédské akademie). Při slavnostním předávání ceny byl Agnon švédským králem dotázán na místo svého narození, načež Agnon odpověděl:
| „ | V důsledku historické katastrofy – zničení Jeruzaléma římským císařem – jsem se narodil v jednom z měst v diaspoře. Ale vždy jsem se pokládal za dítě Jeruzaléma – za člověka, který se ve skutečnosti narodil v Jeruzalémě. | “ |

## Vybrané dílo

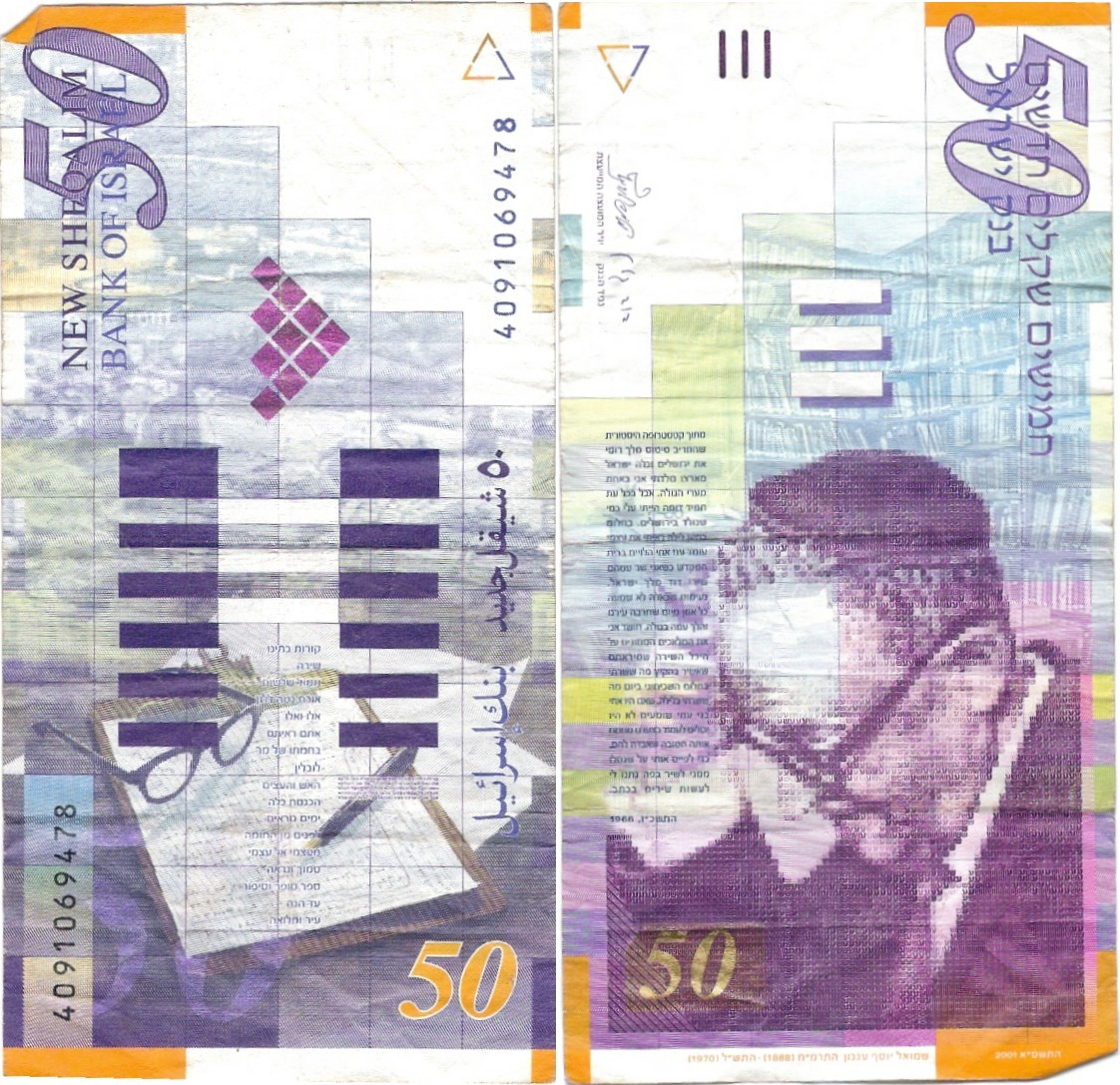
Agnon zobrazený na reversní straně bankovky o nominální hodnotě 50 šekelů (cca 275 Kč)

- Křivé se stane rovným (Ve-haja he-akov le-mišor, 1912), novela o zchudlém kupci, který se vydá na žebrotu,
- Legenda o písaři (Agadat ha-sofer, 1912), novela,
- Uvedení nevěsty (Hachnasat kala, 1931), žertovný román ze života haličských Židů v 19. století. Jeho hrdinou je chudý otec shánějící ženichy a věno pro své tři dcery.
- Prostý příběh (Sipur pašut, 1935), román,
- V klidu a v pokoji (Be-šuva uve-nachat, 1935), povídky,
- Jen jako noční host (Oreach nata lalun, 1939), román, inspirovaný autorovou návštěvou Haliče, obsahující jednak vzpomínky na minulé doby, jednak tíživé předtuchy dalšího osudu Židů.
- Včera a předevčírem (Tmol šilšom, 1945), román ovlivněný holokaustem s tématem ztroskotání haličského přistěhovalce do Palestiny.
- Šira (1971), román z pozůstalosti vydaný zásluhou autorovy dcery.
- Úvody (Pitchej dvarim, 1977), povídky z pozůstalosti,
- Kniha, spisovatel a příběh (Sefer, sofer ve-sipur, 1978), eseje z pozůstalosti.

### Česká vydání
- Šátek a jiné povídky, Mladá fronta, Praha 1999, přeložil Jindřich Vacek (spisovatel)